# Никола III Цариградски
Никола III Кирдинијат (грч. Νικόλαος Κυρδινιάτες, назван Никола Граматикос или Граматик (грч. Νικόλαος Γραμματικός; умро априла 1111) био је источноправославни прелат који је постао васељенски патријарх Цариграда од 1084. до 1111. године.
Образован у Цариграду, Никола је провео већи део својих раних година у Антиохији Писидијској, где се верује да је положио монашке завете. На крају је напустио град око 1068. године када су му претили селџучки турски напади и преселио се у Цариград, где је основао манастир посвећен Светом Јовану Крститељу у Лофадиону, близу цариградских бедема. У августу 1084. године заменио је патријарха Евстратија II Гарида, који је поднео оставку на своју дужност. Николајево презиме било је Кирдинијат, али је најпознатији по надимку Grammatikos („Граматичар“) или Theoprobletos („Онај кога је Бог послао“), због начина његовог избора, пошто је изабран жребом постављеним на олтар Аје Софије.
По природи, саборник, Никола III се одмах суочио са низом деликатних и тешких питања. Стао је на страну цара Алексија I Комнина у случају Лава Халкидонског, који је протестовао због Алексијеве I конфискације црквеног блага како би ублажио финансијски терет који су изазвали византијско-нормански ратови, што је решено када је председавао Влахернским сабором 1094. Никола је такође био истакнут у борби против доктринарне јереси, на пример, осудивши као јеретског богомилског вођу Василија Доктора. Али је био веома опрезан у текућем сукобу између покрајинских митрополита и Патријаршије. Упркос извесном непријатељском противљењу свештенства Свете Софије, на крају је подржао Никиту Анкирског против царевог права да уздиже митрополите и уложио је много енергије покушавајући да ограничи утицај хартофилакса. Никола III је такође био веома забринут за црквену дисциплину. Написао је монашко правило за манастир Свете Горе док је наредио уклањање Влаха са Свете Горе. Такође је ригорозно спроводио прописе о посту.
У међувремену, текућа политичка ситуација у Византијском царству, посебно у Анадолији након катастрофе у бици код Манцикерта, приморала је Николу III да разговара о унији православне и католичке цркве са папом Урбаном II. С друге стране, у најмање једном писму које му се приписује, Никола се држао православног става о главним спорним питањима тог времена, одбацујући римокатоличке ставове о Филиоквеу, азиму и папском примату.
Никола III је умро у априлу или мају 1111. године у Цариграду.